# Olaberría
Olaberría (oficialmente en euskera: Olaberria) es un municipio español de la provincia de Guipúzcoa, en la comunidad autónoma del País Vasco.

## Toponimia
Olaberría se considera que es un topónimo que deriva de la lengua vasca. Está compuesto por ola, término muy común en la toponimia vasca, que tiene varios posibles significados; berri, que quiere decir nuevo/a, reciente y el artículo determinado -a. Ola suele utilizarse para algún tipo de edificación. Generalmente se utiliza para referirse a una ferrería (burdinola), fábrica de armas y objetos de hierro, un tipo de instalación manufacturera muy abundante en el País Vasco durante el periodo preindustrial. También tiene el significado de una construcción sencilla como una cabaña (etxola), borda o chabola (txabola). Koldo Mitxelena en su obra Apellidos Vascos tradujo este topónimo como la cabaña o ferrería nueva. Existen varias poblaciones y muchos lugares en el País Vasco y Navarra con este nombre o uno muy parecido teniendo el mismo origen etimológico. Olaberría es también el nombre de uno de los barrios históricos de Irún; hay un pueblo llamado Olaberri en el municipio navarro de Lónguida y Olabarri es el nombre vasco del pueblo alavés de Ollávarre. La localidad argentina de Olavarría tiene en última instancia también el mismo significado etimológico aunque en este caso proviene del apellido de José Valentín de Olavarría, un militar de ascendencia vasca. En este caso el tratarse de varria en vez de berria denota que este apellido proviene del dialecto occidental del euskera y por tanto no tiene relación directa con la Olaberría guipuzcoana, aunque el significado etimológico sea el mismo.

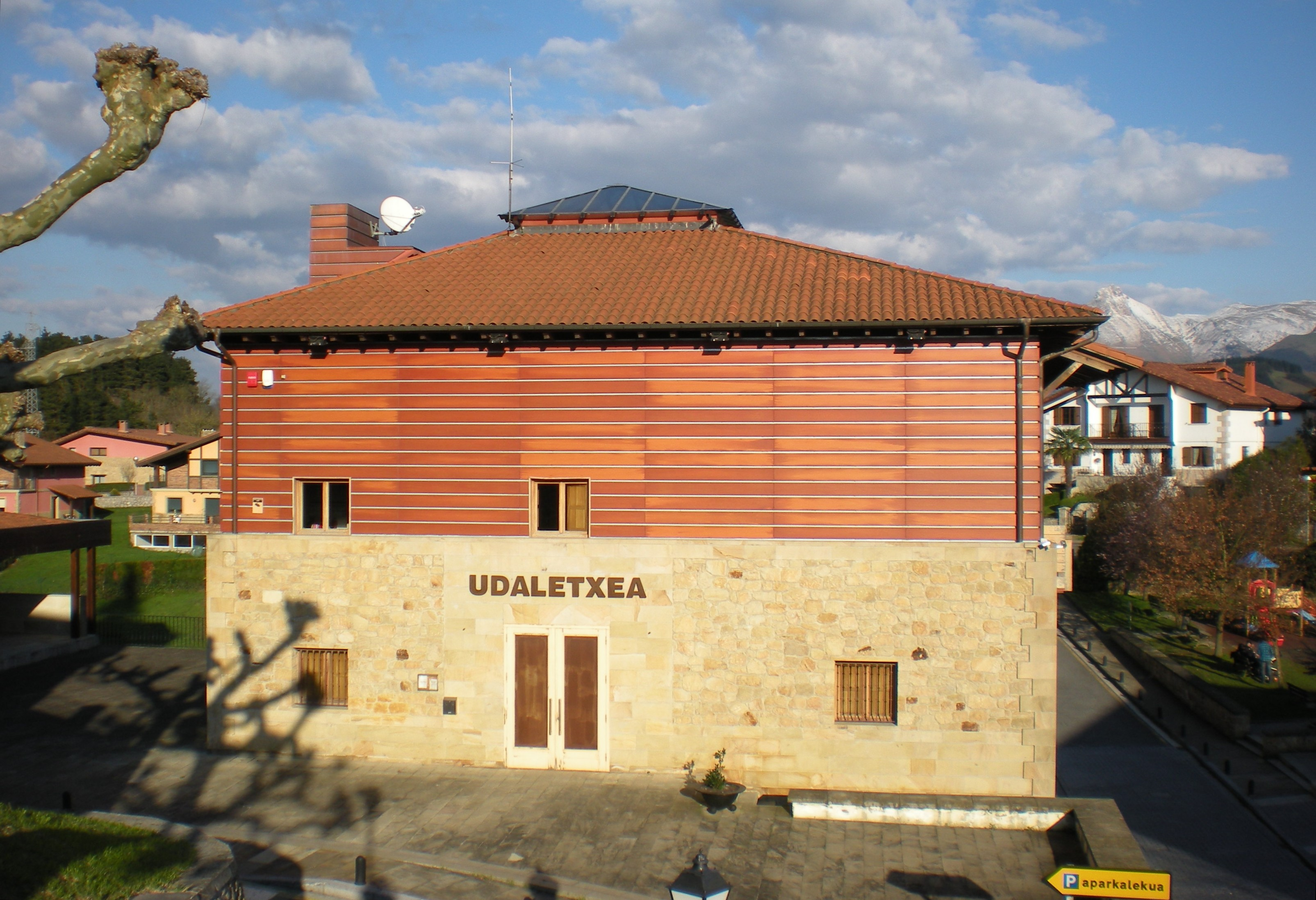
Ayuntamiento de Olaberría

La localidad tuvo un nombre anterior, Zeba (San Juan de Çeba en la documentación antigua), pero en la segunda mitad del siglo XV por algún motivo desconocido pasó a ser conocida como Olaberría siendo sustituido el topónimo original por este. Este hecho se produjo en paralelo al proceso de emancipación de la población del poder señorial de la casa de Lazcano. Existe una mención muy temprana pero dudosa del topónimo; el 23 de diciembre de 1428 se otorga, cabo la casa de Johan de Olaverria una carta de pago y desistimiento otorgada por Juan López de Lazcano, señor de Arana, a favor del concejo de la villa de Segura, por la que aquel se da por satisfecho de una obligación que otorgaron ambas partes sobre la entrega de una ferrería labrante en el valle del Agauntza. La identificación de este Johan de Olaverria, escribano en la vecina villa de Segura con la actual población de Olaberría es dudosa pero no se puede descartar. La primera mención segura de la población de Olaberría data de 1470, cuando a la comunidad asentada en torno a la iglesia de San Juan es mencionada como Olaberría. La utilización de este nuevo nombre hablaría de la importancia de una ferrería a la hora de buscar un elemento de definición vecinal. En este sentido, el complejo productivo de Yurre aglutinaba con sus múltiples actividades, ya en el siglo XV, a buena parte de la población, y quizás por ello se optara por readaptar el nombre de este elemento productivo de vital importancia para la economía local. Juan Carlos Mora, autor de una monografía histórica sobre esta localidad, teoretiza sobre otra posibilidad, que es la de que este personaje llamado Johan de Olaverria o su familia aglutinase en torno suyo al movimiento vecinal que buscaba emanciparse de los Lazcano. Olaberría sería en este caso el nombre de la casa de esta familia en torno a la cual se construiría la población libre del poder señorial situado en la parte baja de la actual Olaberría, junto al río Oria. El actual topónimo Olaberrienea, situado en dicho lugar, sería el que indicaría los terrenos de esa desaparecida casa, según la hipótesis de Mora.
El nombre vasco de la localidad, Olaberria es la adaptación del topónimo tradicional a la ortografía moderna de la lengua vasca que carece de tildes. En euskera se trata de un topónimo que se declina omitiendo la -a final, así se dice Olaberritik (desde Olaberría), Olaberrira (hacia Olaberría), Olaberriko (de Olaberría).
El gentilicio es olaberritarra que deriva del gentilicio en lengua vasca, siendo común para hombres y mujeres.

## Geografía
Integrado en la comarca de Goyerri, se sitúa a 49 kilómetros de la capital donostiarra. El término municipal está atravesado por la Autovía del Norte N-I entre los pK 416 y 417.
El relieve del municipio está caracterizado por montes entre los que discurren arroyos tributarios del río Oria, que discurre por el noroeste haciendo de límite con Idiazábal y Beasáin. La altitud del territorio oscila entre los 690 metros al sur y los 180 metros en la ribera del arroyo de Sustraitz. El pueblo se alza a 327 metros sobre el nivel del mar. 
| Noroeste: Beasáin   | Norte: Beasáin           | Noreste: Lazcano |
| Oeste: Idiazábal    |                          | Este: Lazcano    |
| Suroeste: Idiazábal | Sur: Idiazábal y Lazcano | Sureste: Lazcano |

## Demografía
Olaberría cuenta con una población de 934 habitantes (INE 2024).
| Gráfica de evolución demográfica de Olaberría entre 1842 y 2021                                                     |
| |
| Población de derecho según los censos de población del INE Población de hecho según los censos de población del INE |

## Economía
Algunas de las empresas más importantes, están en la zona del Barrio de Yurre. Entre ellas destacan;
- ArcelorMittal Olaberria: fabricación de perfiles estructurales de acero.
- Grúas de Obras: fabricación de estructuras metálicas para grúas. Pertenece al Grupo Jaso.
- Hine: automatización industrial[4]
- Praxair España, empresa dedicada a la obtención de gases, con aplicaciones industriales, soldadura...
- Quesos Aldanondo; obtención y fabricación de quesos, con Denominación de Origen Idiazábal.

## Administración y política
| Partido político                                              | 2015  | 2015       | 2011  | 2011       | 2007  | 2007       | 2003        | 2003        | 1999  | 1999       | 1995  | 1995       |
| Partido político                                              | %     | Concejales | %     | Concejales | %     | Concejales | %           | Concejales  | %     | Concejales | %     | Concejales |
| Olaberriarekin Eta Olaberritarrak (OEO)                       | 58,33 | 5          | 39,93 | 4          | 44,11 | 4          | —           | —           | —     | —          | —     | —          |
| Euskal Herria Bildu (EH Bildu)-Bildu                          | 21,18 | 1          | 23,44 | 2          | —     | —          | —           | —           | —     | —          | —     | —          |
| Olaberriko Herri Elkartea (OHE)                               | 15,10 | 1          | 18,04 | 1          | —     | —          | —           | —           | 45,61 | 4          | 70,02 | 7          |
| Partido Socialista de Euskadi-Euskadiko Ezkerra (PSE-EE PSOE) | 3,30  | 0          | 3,99  | 0          | 3,87  | 0          | 8,21        | 0           | 12,28 | 1          | 16,31 | 1          |
| Euzko Alderdi Jeltzalea-Partido Nacionalista Vasco (EAJ-PNV)  | —     | —          | 8,68  | 0          | 22,05 | 1          | 54,19       | 5           | —     | —          | —     | —          |
| Partido Popular del País Vasco (PP)                           | —     | —          | 3,65  | 0          | 2,53  | 0          | 6,15        | 0           | 10,05 | 0          | 9,88  | 1          |
| Eusko Abertzale Ekintza-Acción Nacionalista Vasca (EAE-ANV)   | —     | —          | —     | —          | 26,77 | 2          | —           | —           | —     | —          | —     | —          |
| Olaberriko Talde Independentea (OTI)                          | —     | —          | —     | —          | —     | —          | 29,91       | 2           | —     | —          | —     | —          |
| Euskal Herritarrok (EH)-Herri Batasuna (HB)                   | —     | —          | —     | —          | —     | —          | Ilegalizado | Ilegalizado | 30,62 | 2          | —     | —          |

## Personas destacadas
- Aitor Begiristain (1964): exfutbolista internacional y actual director técnico del Manchester City.